# Sergej Ćetković
Sergej Ćetković (cirílico: Сергеј Ћетковић, pronunciado [sěrɡe ː j tɕêtkoʋitɕ]) es un cantante de Montenegro. Ćetković representó a Montenegro en el Festival de Eurovisión 2014.

## Biografía

### Primeros años
Sergej Ćetković nació en Podgorica, SR Montenegro, Yugoslavia, el 8 de marzo de 1976.

### Carrera
Hizo su primer contacto con la música cuando tenía solo siete años de edad. Su primera aparición fue como un miembro del grupo más joven de Montenegro en ese momento llamado Vatrena srca (corazones apasionados). Él tocaba el piano y cantaba coros. Fue entonces cuando sintió la necesidad de formar parte de la vida musical profesional. Comenzó su carrera como cantante en 1998 en el festival muy conocido llamado Sunčane skale con la canción Bila si Ruža (Eras una rosa). Dos años después de su debut en solitario, publicó su primer CD llamado Kristina en diciembre de 2000. El CD fue gran éxito y la joven editorial Goraton compró los derechos de autor del centro de Hi-Fi de Pogorica y reimprimió el CD con nueva etiqueta y comenzó a venderlo en todos los territorios de la antigua Yugoslavia.
El 19 de noviembre de 2013, Ćetković fue elegido para representar a Montenegro en el Festival de Eurovisión 2014 con la canción Moj Svijet. Sergej consiguió pasar a la final de Eurovisión quedando en séptimo lugar en la primera semifinal con un total de 63 puntos. Sería la primera vez que Montenegro participara independientemente de otros países en la gran final, en la que consiguió el decimonoveno lugar con un total de 37 puntos recibiendo doce puntos de Macedonia y Armenia

## Discografía
- Kristina (2000)
- Budi mi voda (2003)
- Kad ti zatreba (2005)
- Pola moga svijeta (2007)
- 2 minuta (2010)
- Moj svijet (2014)

### Compilaciones
- The best of (2005)
- Sergej Live (2006)
- Balade (2011)

### Soundtrack
- Pogledi u tami - A View from Eiffel Tower (2005)